# Апостольська конституція
Апостольська конституція (лат. constitutio apostolica) — найвищий за рангом законодавчий акт католицької церкви, який регулює питання догматичного чи дисциплінарного характеру. Високий статус документу визначає особливу значущість його змісту. Проголошує апостольську конституцію Папа Римський.
Апостольська конституція може бути звернена як до всієї повноти католицької церкви, так і до окремої її частини: церковної провінції, дієцезії тощо.

## Історія терміна
Сам термін «конституція» увійшов до канонічного права католицької церкви з римського права, в рамках якого він означав важливий законодавчий акт, виданий особисто імператором.

## Апостольська конституція, що регулює питання віровчення
З допомогою апостольської конституції можуть бути оприлюднені догматичні визначення. В такому випадку, для підкреслення змісту сама конституція може бути названа догматичною. Наприклад, догматична конституція «Pastor aeternus», якою Папа Пій ІХ проголосив догмат про непомильність Римського Понтифіка.
Зміст апостольської конституції також може стосуватися християнського віровчення, що не має характеру догми. Наприклад, апостольська конституція «Unigenitus Dei Filius», якою Папа Климент ХІ засудив янсеністські погляди Паск'є Кенеля.
Канон 754 чинного Кодексу канонічного права католицької церкви підкреслює зобов'язуючий характер змісту апостольської конституції у сфері віровчення для всіх вірних.

## Апостольська конституція, що регулює дисциплінарні питання
З допомогою апостольської конституції оприлюднюють особливо важливі дисциплінарні рішення, як наприклад: створення нових адміністративно-територіальних одиниць церкви (церковних провінцій, дієцезій, абатств тощо), реорганізація їхніх кордонів, заснування церковних інституцій (наприклад, монаших згромаджень) та зміна їхнього статусу.
Починаючи з 1909 року, апостольські конституції публікують в офіційному бюлетні Святого Престолу «Acta Apostolicae Sedis» (з лат. «Діяння Апостольського Престолу»).

## Перелік апостольських конституцій, перекладених українською мовою
·        Папа Павло VI
- Апостольська конституція «Pontificalis Romani recognitio» [Архівовано 20 квітня 2021 у Wayback Machine.] якою затверджено нові обряди рукоположення диякона, пресвітера та єпископа
- Апостольська конституція «Sacram Unctionem Infirmorum» [Архівовано 20 квітня 2021 у Wayback Machine.] про таїнство Єлеопомазання хворих
- Апостольська конституція «Divinae consortium naturae» [Архівовано 20 квітня 2021 у Wayback Machine.] про таїнство Конфірмації
- Догматична конституція про Боже Об’явлення «Dei verbum» [Архівовано 24 січня 2022 у Wayback Machine.]
- Догматична конституція про Церкву «Lumen gentium» [Архівовано 20 квітня 2021 у Wayback Machine.]
- Конституція про святу літургію «Sacrosanctum concilium» [Архівовано 20 квітня 2021 у Wayback Machine.]
- Пастирська конституція про Церкву в сучасному світі «Gaudium et spes» [Архівовано 20 квітня 2021 у Wayback Machine.]

·        Папа Іван Павло ІІ
- Апостольська конституція «Sapientia christiana» [Архівовано 14 квітня 2021 у Wayback Machine.] про церковні університети і факультети
- Апостольська конституція «Ex corde ecclesiae» [Архівовано 14 квітня 2021 у Wayback Machine.] про католицькі університети

·        Папа Бенедикт XVI
- Апостольська конституція «Anglicanorum coetibus» [Архівовано 20 квітня 2021 у Wayback Machine.] якою передбачено створення персональних ординаріатів для англікан, що вступають у повне сопричастя з католицькою церквою